# Талаей, Мохаммад
Мохаммад Талаей (перс. محمد طلایی‎; род. 7 апреля 1973, Исфахан) — иранский борец вольного стиля, чемпион мира (1997), призёр чемпионатов Азии (1996, 1997) и Азиатских игр (1998).